# 上湧別インターチェンジ
上湧別インターチェンジ（かみゆうべつインターチェンジ）は、北海道紋別郡湧別町南兵村に建設中の旭川紋別自動車道のインターチェンジである。名称は仮称である。

## 道路

### 本線
- E39 旭川紋別自動車道（遠軽上湧別道路）

## 歴史
- 2021年（令和3年）3月30日 : 遠軽IC - 上湧別IC間新規事業化[1]。

## 周辺
- 湧別町役場上湧別庁舎
- かみゆうべつチューリップ公園

## 隣
E39 旭川紋別自動車道（遠軽上湧別道路）
遠軽中央IC（仮称・事業中） - 上湧別IC（仮称・事業中）